# Rabicano

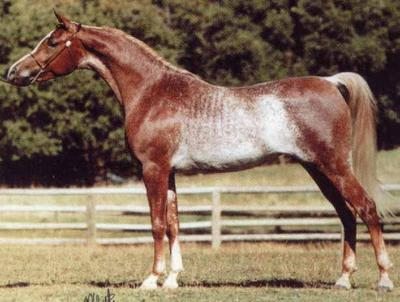
Ein rabicanofarbener Vollblutaraber

Ein Rabicano ist ein Pferd von beliebiger Grundfarbe, bei dem das Fell im Bereich der Rippen mit weißen Stichelhaaren durchsetzt ist. Außerdem sind die oberen Haare am Schweifansatz weiß (weißes Schweifdach). Die Menge der weißen Haare kann von Pferd zu Pferd erheblich variieren. Beine, Hüfte, Schulter, Kopf und Hals bleiben dunkel.

## Genetik
Das Rabicanogen wird dominant vererbt, das heißt Pferde, die das Gen nur einmal besitzen, sehen genauso aus wie diejenigen, die es zweimal haben. Was der genaue Genort und der entsprechende Gen-Locus sind, ist unbekannt.

## Verwechslungsmöglichkeiten

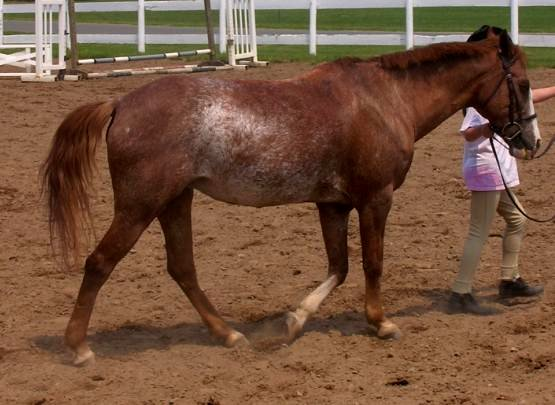
Rabicanofarbene Ponystute

- Noch nicht völlig ausgefärbter Schimmel: Das Weiß ist viel weiter verbreitet, auch am Kopf.
- Stichelhaariges Pferd oder Dauerschimmel: Unterscheidet sich durch ebenfalls mit Stichelhaaren durchsetztes Fell an Schulter, Hals und Hüfte.
- Varnish roan: Im Gesicht bleibt, während das Pferd im Laufe seines Lebens heller wird, eine dunkle V-Zeichnung erhalten, dunkles Fell reicht bis zu den Karpal- und Sprunggelenken, dunkle Flecken am Beinansatz.
- Sabino: Beim Sabino ist immer mindestens eine Blesse, meist eine Laterne vorhanden. Meist kommen noch Abzeichen an den Beinen hinzu. Mähne und Schweif werden, wenn Stichelhaare auftreten, bevorzugt weiß.